# Зенит-7
«Зени́т-7» — малоформатный однообъективный зеркальный фотоаппарат семейства «Зенит», разработанный на КМЗ им. Зверева в 1967 году, и выпущенный в количестве 3024 экземпляра за период с 1968 по 1971 год. Сменил на конвейере проблемное семейство «Зенит-4» с центральным залинзовым затвором. Планировался в качестве базовой модели для профессиональной линейки, так и не запущенной в производство.

## История создания и особенности
Эта камера была попыткой КМЗ сократить наметившееся отставание от мирового уровня фотоаппаратостроения и достигнуть характеристик новейшего ламельного затвора, не нарушая патентных ограничений. Для «Зенита-7» был разработан оригинальный затвор с горизонтальным ходом матерчатых шторок и бесступенчатой регулировкой выдержек. Увеличение скорости экспонирующей щели до 6 метров в секунду позволило сократить выдержку синхронизации с электронными вспышками до 1/125 секунды, что было на уровне лучших аналогов того времени. Однако, главной особенностью нового затвора стало использование для регулировки выдержек инерционного механизма обратного, а не прямого отсчёта. В отличие от классических шторных затворов, где время выдержки регулируется моментом запуска второй шторки относительно первой, в «Зените-7» экспозиция регулировалась моментом срабатывания первой шторки при неизменном времени старта второй. За счёт этого удалось резко повысить равномерность экспонирования до значения ±15 % по длине кадра, а также улучшить стабильность кратчайших выдержек. Кроме того, головка выдержек затвора с равномерной шкалой не вращалась при взводе и срабатывании, обеспечивая в перспективе механическое сопряжение с приставными или встроенными экспонометрами.
Поле зрения видоискателя с зеркалом постоянного визирования увеличено до размера 22×33 мм (84% площади кадра). Впервые в истории КМЗ в качестве фокусировочного экрана использована линза Френеля. Для крепления объективов на корпусе фотоаппарата установлен байонет оригинальной конструкции. Тем не менее, в качестве штатного использовался резьбовой объектив «Гелиос-44-7» стандарта М42×1, закрепляемый через универсальный переходник с резьбой и наружным байонетом «Зенит-Д». Последний предназначался для проектируемой длиннофокусной оптики и адаптеров микроскопа и макроколец. В комплекте с камерой поставлялось ещё одно переходное кольцо с резьбовым креплением М39×1 для старых объективов. Штатный объектив считается несовместимым с другими «Зенитами» из-за специфического привода прыгающей диафрагмы, однако известны примеры его успешного использования с «не родными» камерами. Первые партии объективов оснащались вилкой для передачи значения диафрагмы в предполагаемый приставной экспонометр. Конструкция вилки аналогична «кроличьим ушам» объективов Nikkor до внедрения спецификации Nikon AI. Планировалось производство линейки из четырёх сменных объективов с фокусным расстоянием от 28 до 200 мм. Спусковая кнопка располагалась на передней стенке, аналогично камерам Praktica.

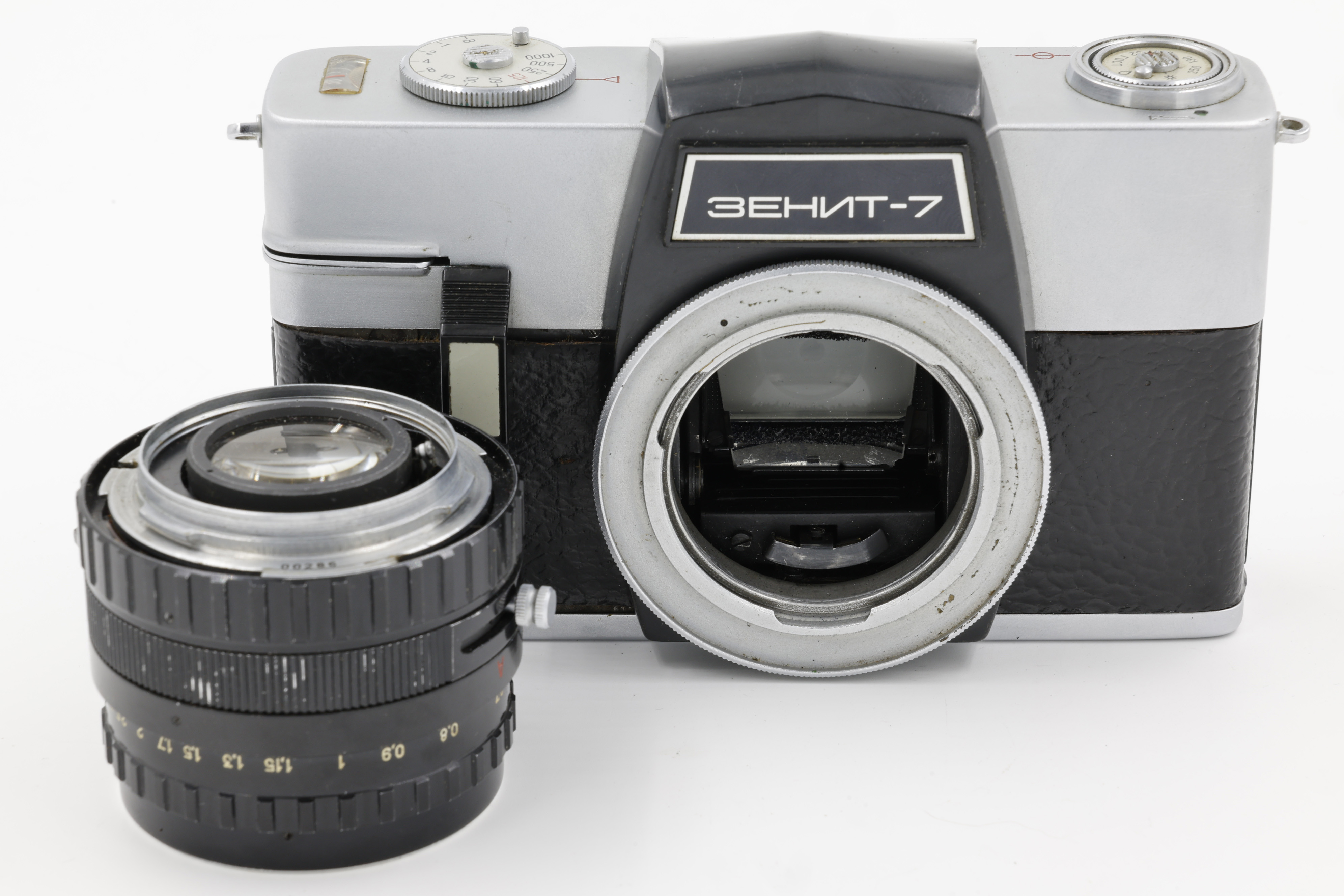
Резьбовой адаптер байонета «Зенит-7» на штатном объективе «Гелиос-44-7». На корпусе фотоаппарата хорошо видны гнездо байонета и толкатель прыгающей диафрагмы

Взвод затвора и протяжка плёнки, как и во всех «Зенитах», сблокированы. В ранних версиях затвор взводился двумя короткими движениями курка, в более поздних — одним длинным. В видоискателе при спущенном или не до конца взведённом затворе был виден красный предупреждающий «флажок». Эта мера должна была снизить износ чрезмерно натянутых пружин затвора. Счетчик кадров автоматически сбрасывался на «0», что в те годы было редкостью для советской «зеркалки». Штатного башмака для крепления вспышки не предусмотрено, но в салазки оправы окуляра вставлялась скоба с холодным башмаком, идентичная такой же у «Зенита-4» и раннего «Зенита-Е». Встроенный экспонометр в фотоаппарате не предусмотрен. Конструкция оказалась сложной в производстве, детали форсированного затвора не выдерживали повышенных нагрузок. Большая часть выпущенных фотоаппаратов была возвращена владельцами в торговую сеть из-за поломок. Устранение недостатков продолжалось в течение всего периода серийного производства, но в 1971 году выпуск и дальнейшие разработки были прекращены по решению отраслевого руководства.
«Зенит-7» задумывался как основа для нового семейства, включавшего камеры со съёмным экспонометром («Зенит-7У»), с системой автоматической фокусировки («Зенит-8»), с полуавтоматической установкой экспозиции и заобъективным измерением («Зенит-9»). Эти разработки не продвинулись дальше проектов или опытных образцов и были свёрнуты. В 1970 году базовая камера была доработана и в усовершенствованной модели «Зенит-7М» были устранены почти все недостатки, но её серийное производство так и не было запущено, окончательно похоронив весь проект. Затвор с незначительными изменениями использовался также в автоматическом «Зените-Д», а его основные инновации спустя два года были реализованы в затворе «Зенит-16» с более перспективным вертикальным ходом шторок. Однако, он также оказался слишком сложным в производстве. Тем не менее, принцип обратного отсчёта выдержки позднее был использован в ламельных затворах семейств «Киев-17» и «Алмаз».

## Модификации
В процессе выпуска фотоаппарат претерпевал многочисленные изменения, самыми заметными из которых считаются смена окраски различных частей корпуса и обозначения на шильдике. Таким образом реализовывались те или иные из многочисленных вариантов цветофактурных решений, разработанных дизайнерами КМЗ для «Зенита-7». Однако, кроме оформления и расположения надписей, в камере происходили и более существенные изменения. Предсерийные экземпляры комплектовались байонетным объективом «Гелиос-44-1» с поворотным приводом прыгающей диафрагмы, принципиально отличающимся от серийных образцов. Первые партии фотоаппарата оснащались автоспуском, но к концу 1968 года он был исключён из конструкции, и без того сложной. Через год из двух синхроконтактов остался только один с X-синхронизацией для электронных фотовспышек.